# Tuhembuasi
Tuhembuasi is een bestuurslaag in het regentschap Nias van de provincie Noord-Sumatra, Indonesië. Tuhembuasi telt 1251 inwoners (volkstelling 2010).